# 女齊
女齊，女（rǔ）氏，又作女叔氏，名齐，字侯，又作女叔齐、女叔侯、叔侯、司马侯，春秋时期晋国大夫。
女齐曾经向晋悼公推荐过叔向，说他习于《春秋》。前547年（周灵王二十五年、鲁襄公二十六年、晋平公十一年、卫殇公十二年）二月，甯喜杀死卫殇公，拥立卫献公复位。六月，卫献公参加了澶渊盟会。晋国赵武拘捕了甯喜、北宫遗，让女齐将他们先带回晋国。卫献公至晋国，被关在士弱家里。
前544年（周景王元年、鲁襄公二十九年、晋平公十四年、杞文公六年）晋国、鲁国、齐国、宋国、卫国、郑国、曹国、莒国、滕国、薛国、小邾国为杞国修城。齐国子容（高止）和宋国司徒华定进见晋国知伯（荀盈），女齐作为荀盈的相礼。高止、华定走后，女齐对荀盈说：“这两位将不免于祸。子容专权，司徒奢侈，都是灭亡家族的大夫。”荀盈问原因，女齐回答：“专横会很快及于祸难，奢侈将会因自己力量过大而败亡，专横会让别人要他的命，子容要先及于祸难了。”同年齐国子尾、子雅放逐高止，高止出奔燕国，二十二年后，宋国华氏之乱，华定出奔陈国。晋平公派司马女齊（女叔侯）至鲁国，让鲁国归还土田给杞国，最终没有全部归还杞国。晋悼公夫人是杞国人，她很生气，说：“女齐办事不得力，先君如果有知，不会让他这样办事。”晋平公告诉了女齐。女齐说：“虞国、虢国、焦国、滑国、霍国、杨国、韩国、魏国，都是姬姓，晋国通过兼并他们而扩大。如果不入侵小国，将从哪里取得领土。晋武公、晋献公以来，兼并的国家就很多了，谁能够治理。杞国，是夏朝的后代，接近东夷。鲁国，是周公的后代，和晋国和睦。把杞国封给鲁国还可以，还顾得上什么杞国？鲁国对晋国，职贡不乏，按时送珍玩，公卿大夫不断来朝见，史官没有中断记载，国库没有一个月不接受鲁国的贡品。像这样就行了，何必要损害鲁国增强杞国？如果先君有知，就宁让夫人自己去办，还用得着老臣我？”
前543年（周景王二年、鲁襄公三十年、晋平公十五年），鲁国季孙宿说晋国不能轻视，朝中君子很多，有赵武做正卿，有伯瑕（士文伯）做辅佐，有史赵、师旷可以咨询，有叔向、女齐做国君的师保。
前541年（周景王四年、鲁昭公元年、晋平公十七年、秦景公三十六年），秦景公的弟弟后子鍼逃亡到晋国，他的随行马车有一千辆。女齐问说：“公子的车辆都在这里了吗？”后子鍼说：“这已经太多了。如果比这少些，我怎么会逃亡而见到你呢？”女齐把他的话报告晋平公，然后说：“秦国公子必然回国。下臣听说君子能知道自己的过错，一定有好的打算。有了好的打算，上天就会帮助他。”
前538年（周景王七年、鲁昭公四年、晋平公二十年、楚灵王三年），楚灵王派椒举去到晋国，请求根据在宋国弭兵的约定，让诸侯到楚国朝拜。晋平公不想允许。女齐说：“不行。楚王正在狂妄，上天也许想让他满足愿望，以增加他的劣迹，然后给他惩罚，这尚未可知。或许他能善终，这也说不定。晋楚霸业都靠上天帮助，而不是彼此争夺的。国君还是同意他的请求，修明自己的德行以等待结局。如果楚国有德，我国还要去事奉，何况其他诸侯？如果走向荒淫暴虐，楚国自己会抛弃他，我们又和谁去争夺？”晋平公认为晋国有三条优势，国家的地势险要，多产马匹，齐国、楚国祸难频发。女齐说：“依靠地势险要和马匹众多，而对邻国幸灾乐祸，是三条危险。四岳、三涂、阳城、太室、荆山、中南，都是九州中的险要之地，并不属于一姓所有。冀州之北，出产马匹，并没有强盛的国家。仗着地险和马多，不能巩固自己，古来如此。因此先王致力于修明德行来沟通神与人，没听说他致力于地险和马多的。邻国的祸难，是不能寄以希望的。有的国家由于多难而固国辟土。有的国家没有祸难而丧国失土，怎能幸灾乐祸？齐国发生了仲孙之难，而齐桓公成为霸主，到今天齐国还靠其余荫。晋国发生了里克、丕郑之难，而文公回国，因此当了盟主。卫国、邢国没有祸难，敌人于是灭国。所以不能寄希望于别人的祸难。依仗这三条，而不修明政德，救亡还来不及，又怎能够成功？国君还是允许楚国。纣王淫乱暴虐，文王仁慈和蔼。殷朝因此灭亡，周朝因此兴起，难道只是在于争夺诸侯？”晋平公就同意了楚国使者的请求。
前537年（周景王八年、鲁昭公五年、晋平公二十一年、楚灵王四年），鲁昭公去到晋国，从郊外慰劳一直到赠送财货，没有失礼之处。晋平公对女叔齐说：“鲁侯不也很懂礼吗？”女叔齐回答：“鲁侯哪里懂礼。”晋平公说：“为何？从郊外慰劳到赠送财货，都没有失礼，怎么说不懂礼？”女叔齐回答：“这是仪，不能说是礼。礼，是用来保有国家、推行政令，不失去民众的。现在政令出于私家，不能取回。鲁国有子家羁，不能任用。违反大国的盟约，欺侮虐待小国。利用别人的危难，却不知道自己也有危难。公室的军队一分为四，民众依靠三家大夫为生。民心不在国君，国君不考虑后果。身为国君，危难将要降临，却不去忧虑自己的地位。礼的根本和枝节在于此，他却琐屑地急着学习仪式。说他懂得礼，不也差太远了吗？”《左传》评价女叔齐这里的看法是懂得礼的。
薳启彊对楚灵王提及晋国韩起之下有赵成、中行吴、魏舒、范鞅、知盈，叔向之下有祁午、张趯、籍谈、女齐、梁丙、张骼、輔躒、苗贲皇，说他们都是诸侯所应该选拔的良臣。《汉书·古今人表》将他列为中上第四等。